# Punta Colorada
Punta Colorada és una petita península i un balneari del sud-est de l'Uruguai, ubicat al departament de Maldonado. Es troba sobre la península del mateix nom, 2,5 km a l'est de Piriápolis, 4 km a l'oest de Punta Negra i 24 km a l'oest de Punta del Este.

## Població
Segons les dades del cens de 2004, Punta Colorada tenia una població aproximada de 62 habitants i un total de 325 habitatges.
| Any  | Població |
| ---- | -------- |
| 1963 | 56       |
| 1975 | 75       |
| 1985 | 38       |
| 1996 | 63       |
| 2004 | 62       |

## Platges
A l'oest de Punta Colorada es troba la platja de San Francisco, de 2 km d'extensió, mentre que a l'est s'ubica la platja de Punta Colorada, també coneguda com la platja oest de Punta Negra. La població local es refereix popularment a aquestes platges amb el nom de "La Mansa" i "La Brava", respectivament, sobretot per les semblances que existeixen amb les platges del mateix nom al balneari de Punta del Este.

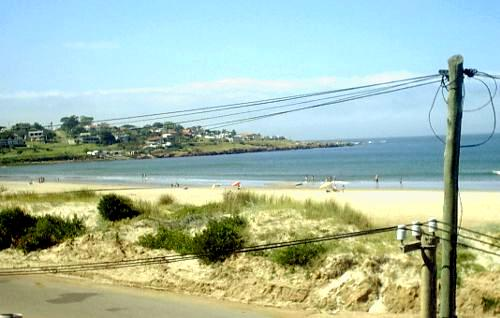
La «playa Colorada».